# Cuaderno de niños

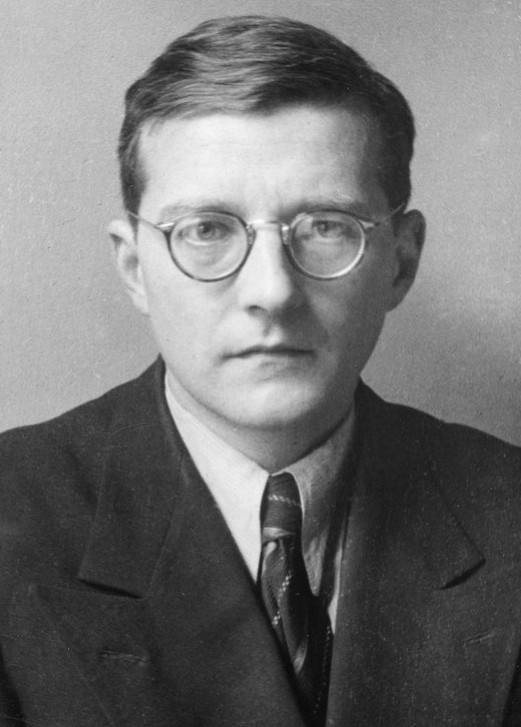
Dmitri Shostakovich en 1942

Cuaderno de niños (Op. 69) es un conjunto de siete piezas para solo de piano compuesto por Dmitri Shostakovich en 1944-1945. Las selecciones fueron elegidos a partir de piezas escritas por el compositor a su hija, Galina Shostakóvich, para sus estudios de piano. Sólo seis de ellos fueron originalmente publicados con este título, en 1945 ; la séptima pieza ("Cumpleaños", escrito para el noveno cumpleaños de su hija, en 1945) fue añadido en 1983 a la colección.
La sexta pieza del conjunto ("Muñeca mecánica") se hace eco del motivo de su primera composición, el cherzo para Orquesta en F♯♯ menor (Op. 1). "Cumpleaños" (la séptima pieza) comienza con un motivo que prefigura la fanfarria del principio de su Festival Overture , Op. 96).
A diferencia de Béla Bartók, Shostakovich no mostró interés en componer con objetivos pedagógicos, o en dar clases de piano. Sus hija Galina de ocho años estaba empezando a tocar el piano. El compositor le prometió a su hija que tan pronto ella dominara una pieza compondría otra para ella. Shostakovich realizó un grabación de todas las piezas en 1947 durante el Festival de Primavera de Praga.

## Piezas
1. Marcha
2. Vals
3. El Oso
4. Cuento Feliz
5. Cuento Triste
6. Muñeca mecánica
7. Cumpleaños (publicada en 1983)